# Гостиловичі
Гостиловичі — (біл. вёска Гасьцілавічы), село (веска) в складі Логойського району розташоване в Мінській області Білорусі, є адміністративним центром Логойської селищної ради.
Село Гостиловичі розташоване в центральних районах Білорусі, у північній частині Мінської області.